# Užovka tygří
Užovka tygří (Rhabdophis tigrinus) je druh hada z čeledi užovkovití (Colubridae), který se vyskytuje v lesích a na loukách v blízkosti vodních ploch v Japonsku, v Koreji a na východě Ruska a Číny. Může dorůst až 120 cm délky a dosáhnout hmotnosti až 0,8 kg.
Tento had je známý jako „dvakrát jedovatý“; v zadních jedových zubech tvoří pro aktivní lov svůj jed ovlivňující srážlivost krve kořisti a zároveň ve speciálních žlázách v oblasti šíje ukládá cizí jed převzatý z ulovené kořisti, který používá k vlastní sebeobraně. Kořistí užovek tygřích jsou převážně jedovaté ropuchy a v některých populacích nejedovaté žížaly doplněné o jedovaté larvy světlušek. Získané jedy patří do skupiny steroidních laktonů, ovlivňujících jako kardiotoxické glykosidy činnost srdce (konkrétně bufadienolidy).
Uštknutí člověka jsou vzácná a obvykle nenásleduje závažný průběh. Při ohrožení se užovka tygří brání nejprve změnou polohy těla a vystavením výstražně (aposematicky) zbarvené oblasti šíjových žláz. Následuje vylučování krůpějí nashromážděného jedu přes praskliny v jemných spojích mezi šupinami. Pozorováno bylo také rozptylování drobných kapének do nejbližšího okolí až formou aerosolu. Obranný jed získaný z kořisti dokážou samice přenášet i na své potomky, těsným pohybem kolem vyvíjejících se vajec.
Tento druh hada patří mezi méně často chované a od září 2024 je dostupný k pozorování v pavilonu Terárium ve spodní části Zoo Praha.